# Рабинович, Михл-Ицхок
Михл-Ицхок Рабинович (22 июля 1879, Мир Минской губернии — 17 ноября 1948, Иерусалим) — еврейский публицист на идише, поэт, фольклорист и историк.

## Биография
Родился в Мире в семье местного раввина Якова Гершона Рабиновича и Эстер-Либы Закгейм (дочери раввина Иосифа Закгейма). Учился в хедере, в иешивах Тельши и Слободки. Сдал экзамен на звание раввина. В возрасте 18 лет примкнул к сионистскому движению. С 1890 публиковался в известных еврейских изданиях «Хацефира», «Хазман», «Ди вельт» и «Хамелиц». Печатал фельетоны в петербургской газете «Тог», варшавской «Гайнт». Писал стихи на иврите.
После женитьбе на Саре, дочери Меера Гальперна из Минска, владевшего издательским домом, переехал в этот город и начал торговать книгами. Принимал активное участие в сионистском движении Белоруссии, был членом Президиума организации и секретарём еврейской общины Минска.
В 1925 эмигрировал в Палестину, занимался книжной торговлей в Иерусалиме.
Собирал еврейский фольклор, составил большую коллекцию народных пословиц, поговорок, анекдотов, гебраистских элементов в языке идиш.